# Kaiserin Alexandra Russisch-Muslimische Internatsschule für Mädchen
Kaiserin Alexandra Russisch-Muslimische Internatsschule für Mädchen (aserbaidschanisch Imperatriça Aleksandra Rus-Müsəlman Qız Məktəbi, auch Hacı Zeynalabdin Tağıyevin qızlar məktəbi) in Baku war die erste säkulare Mädchenschule im muslimischen Osten. Die Schule wurde mit der Initiative und Unterstützung des Philanthropen Hacı Zeynalabdin Tağıyev eröffnet. Die Mädchenschule hat eine wichtige Rolle in der Geschichte der Aufklärung in Aserbaidschan, in der Entwicklung der säkularen Bildung und in der Bildung der aserbaidschanischen Frauen gespielt.

## Entstehungsgeschichte der Schule

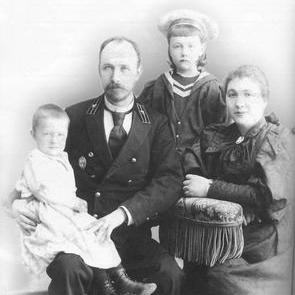
Architekt Józef Gosławski und seine Familie in Baku

Zeynalabdin Tağıyev hatte zunächst große Schwierigkeiten, die Erlaubnis zur Eröffnung der Schule zu erhalten. Er stieß auf heftigen Widerstand; sowohl von den kaiserlich-russischen Behörden als auch vom konservativen muslimischen Geistlichen. Tağıyev hatte Berichten zufolge Kaiser Alexander III. um die Erlaubnis gebeten, eine solche Institution zu gründen, doch sein Angebot wurde abgelehnt. Nach dem Tod Alexanders III. im Jahr 1896 schickte der Ölbaron ein sehr teures Geschenk an die frisch gekrönte Frau von Zar Nikolaus II., Alexandra Fjodorowna, und bat sie um Hilfe. Im Gegenzug bot Tağıyev an, die Schule nach ihr zu benennen, und so wurde die Genehmigung erteilt. Tağıyev, der im Jahre 1896 die mündliche und offizielle Genehmigung erhielt, kümmerte sich zunächst um die Auswahl eines geeigneten Grundstücks und den Bau eines Schulgebäudes.
Die lokalen muslimischen Behörden lehnten die Einrichtung einer säkularen reinen Mädchenschule größtenteils weiterhin ab und verwiesen auf die Lehren muslimischer Gelehrter weltweit. Daraufhin schickte Tağıyev einen Mullah zu den wichtigsten islamischen Kultstätten, nämlich Mekka, Medina, Karbala, Mashhad, Kairo, Konstantinopel und Teheran, um sich mit den weltweit bekanntesten muslimischen Geistlichen zu treffen und sie ein Dokument unterschreiben zu lassen, in dem sie bestätigten, dass der Islam muslimischen Mädchen nicht verbietet, weltliche Fächer zu studieren. Nach der Rückkehr von Tağıyevs Beauftragten organisierte er ein weiteres Treffen mit Bakus Imamen und überreichte ihnen die Unterschriften der acht weltberühmten islamischen Gelehrten, an deren Lehren sie sich hielten.
Es dauert vier Jahre, um eine Genehmigung zu erhalten, den Standort des Schulgebäudes zu bestimmen und es zu bauen. Das Internat wurde von Józef Gosławski im Jahr 1896 entworfen. Der Bau des Gebäudes begann 1898 und wurde 1900 abgeschlossen. Das Gebäude für die muslimische Mädchenschule wurde direkt neben dem Ismailiyyə-Palast gebaut. Die Schule kostete 184.000 Rubel.  Auch die großen Intellektuellen der Zeit beteiligten sich am Bau der Schule: Die Frau von Həsən bəy Zərdabi, Hənifə Xanım, unterstützte diese Initiative finanziell und half Tağıyev. Sie wurde eine der Lehrerinnen und dann die Schulleiterin. Tağıyevs zweite Frau, Sona Tağıyeva, Əlimərdan bəy Topçubaşov und andere Intellektuelle unterstützten Tağıyev ebenfalls.

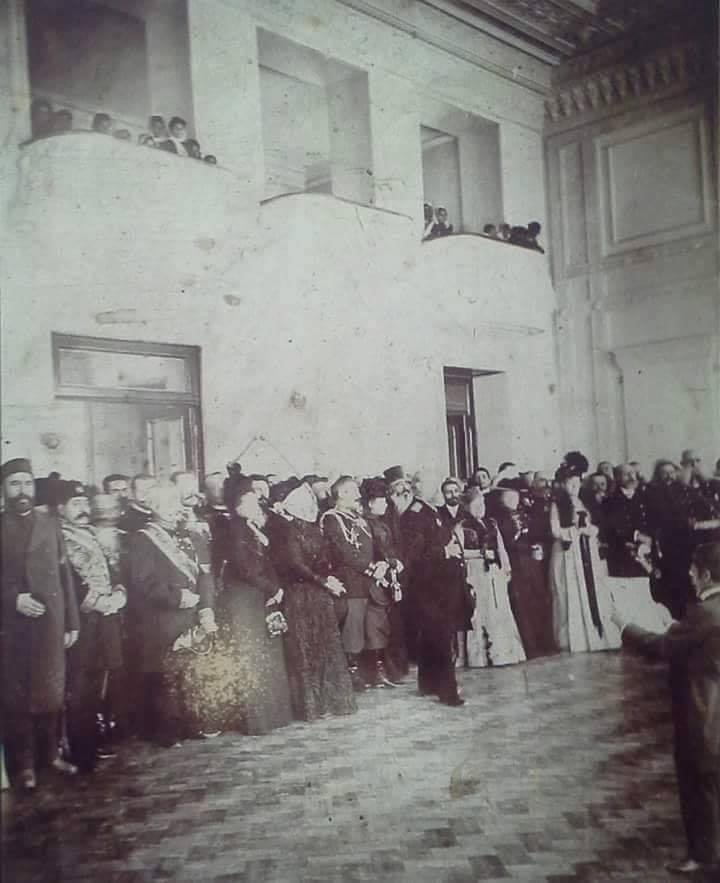
Eröffnungsfeier der Schule (Erster von links Zeynalabdin Tağıyev und erster von rechts Əhməd bəy Ağaoğlu)

## Einweihung der Schule
Obwohl der Unterricht an der Schule bereits am 7. September 1901 begann, fand die feierliche Eröffnungszeremonie am 9. September statt. Zu dieser Gelegenheit kamen viele Glückwunschtelegramme von der Krim, aus Usbekistan, St. Petersburg, Kasan und anderen Orten. Das Glückwunschtelegramm, das die Kaiserin an die Schüler schickte, setzte allen Widerständen auf offizieller und öffentlicher Ebene ein Ende.
Bei der Eröffnungsfeier sprachen viele Intellektuelle, darunter der Herausgeber der ersten aserbaidschanischen Zeitung Əkinci (Sämann) Həsən bəy Zərdabi. Ein Franzose namens Da Bay beschrieb in dem in Paris veröffentlichten Buch die erste muslimische Schule für Mädchen in Baku als ein unbegreifliches Wunder.
Später wurden auch in anderen Regionen des Russischen Reiches muslimische Mädchenschulen eröffnet: in Tiflis, Kasan, Baschkirien und Dagestan. Bis 1915 gab es fünf Schulen für Mädchen in Baku. Eine davon befand sich im Arbeiterviertel der Stadt – in Balaxanı.

## Lehre
Entsprechend den Bedingungen der Schule übernachteten die Mädchen im Internat. Die Ausbildung basierte auf dem Lehrplan in russischen Grundschulen mit einer zusätzlichen Klasse für Handarbeit und Hauswirtschaft, die die Anforderungen der muslimischen Familie berücksichtigte. Die Mädchen mussten im Alter von sieben Jahren in die Schule eintreten und vier Jahre lang lernen. Der Unterricht fand in russischer Sprache statt. Parallel dazu wurden Kurse in aserbaidschanischer Sprache und Religion abgehalten. Ursprünglich war geplant, 50 Schülerinnen einzuschreiben, von denen 20 auf Kosten von Tağıyevs Spende lernten und auch im Internat übernachteten. Obwohl 50 aufgenommen werden konnten, stieg die Zahl der Bewerberinnen bereits im ersten Jahr auf 58. Die erste Mädchenschule im muslimischen Osten verband muslimische Traditionen mit europäischer Moderne und legte den Grundstein für die säkulare Frauenbildung in Aserbaidschan. Lehrerinnen und Lehrer aus verschiedenen Regionen Russlands wurden eingeladen, um Unterricht zu geben. Die Mädchen trugen eine Uniform im europäischen Stil mit weißem Kragen und Kopfbedeckung. Nach der bolschewistischen Besatzung wurden die Uniformen aus den sowjetischen Schulen entfernt. Tağıyev beschränkte die Aufnahme von Mädchen aus reichen Familien, um auch Mädchen aus armen Familien zu unterrichten. Ein paar Jahre später erhielt die Schule den Status eines Mädchenseminars und die Schulzeit wurde auf sechs Jahre verlängert.

## Gebäude
Ursprünglich sollte auf dem Gelände der Tağıyev-Mädchenschule eine Cümə-Moschee (Freitagsmoschee) gebaut werden, aber aus unbekannten Gründen konnte dies nicht realisiert werden. So wurde das Areal der Moschee am 5. November 1896 offiziell an die Mädchenschule übergeben.
Das Design des Gebäudes ist das Werk von Gosłavsky, der in den Jahren 1892–1904 der Hauptarchitekt von Baku war. Das Gebäude wurde von 1898 bis 1901 gebaut. Sie war die erste Schule ihrer Art in Russland und auch in der ganzen islamischen Welt. Genau fünf Jahre später, im Jahr 1906, wurde die erste derartige Schule für muslimische Mädchen in Tiflis eröffnet.
Das Gebäude von Tağıyevs Mädchenschule beherbergte in den Jahren 1918 bis 1920 das Parlament der Demokratischen Republik Aserbaidschan.
In den 1920er Jahren wurde es in ein Lehrerkollegium umgewandelt, nach 1930 diente es als Sitz verschiedener staatlicher Institutionen, bis es schließlich zum Institut für Handschriften der Nationalen Akademie der Wissenschaften von Aserbaidschan wurde. Das Institut sammelt, verwaltet, speichert und publiziert wissenschaftliche Arbeiten zu vielen historischen Dokumenten und Exponaten, die in seinem Archiv aufbewahrt werden. Die Sammlung umfasst etwa 40.000 Werke in verschiedenen Sprachen, darunter Aserbaidschanisch, Arabisch, Persisch, osmanisches Türkisch und Tschagataisch, die einen seltenen Einblick in das geben, was Gelehrte des Mittelalters über Medizin, Astronomie, Mathematik, Poesie, Philosophie, Recht, Geschichte und Geographie dachten.

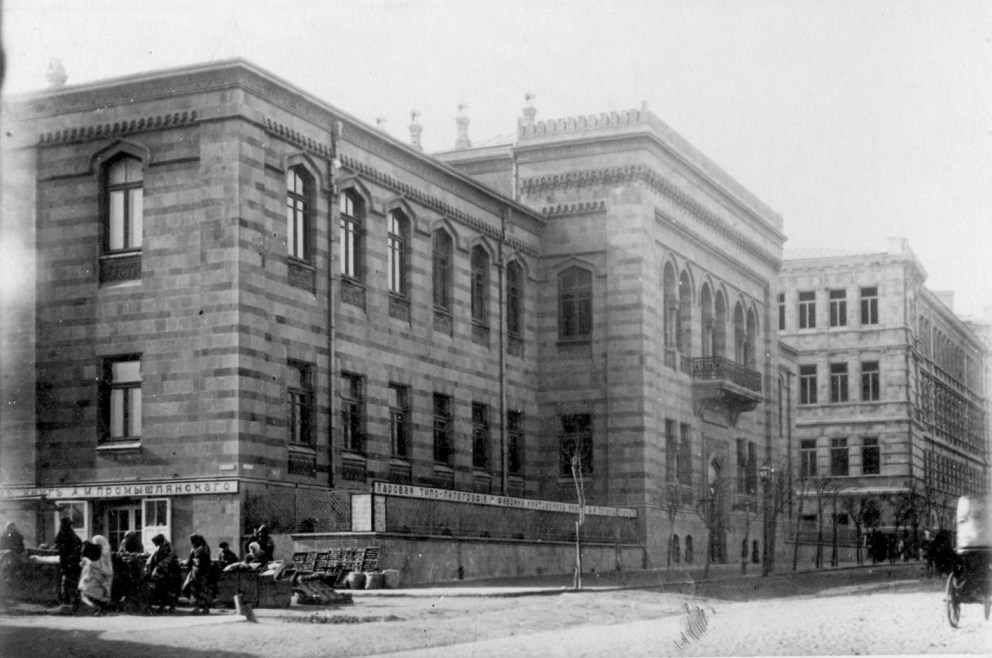
Schulgebäude vor der Revolution in Baku
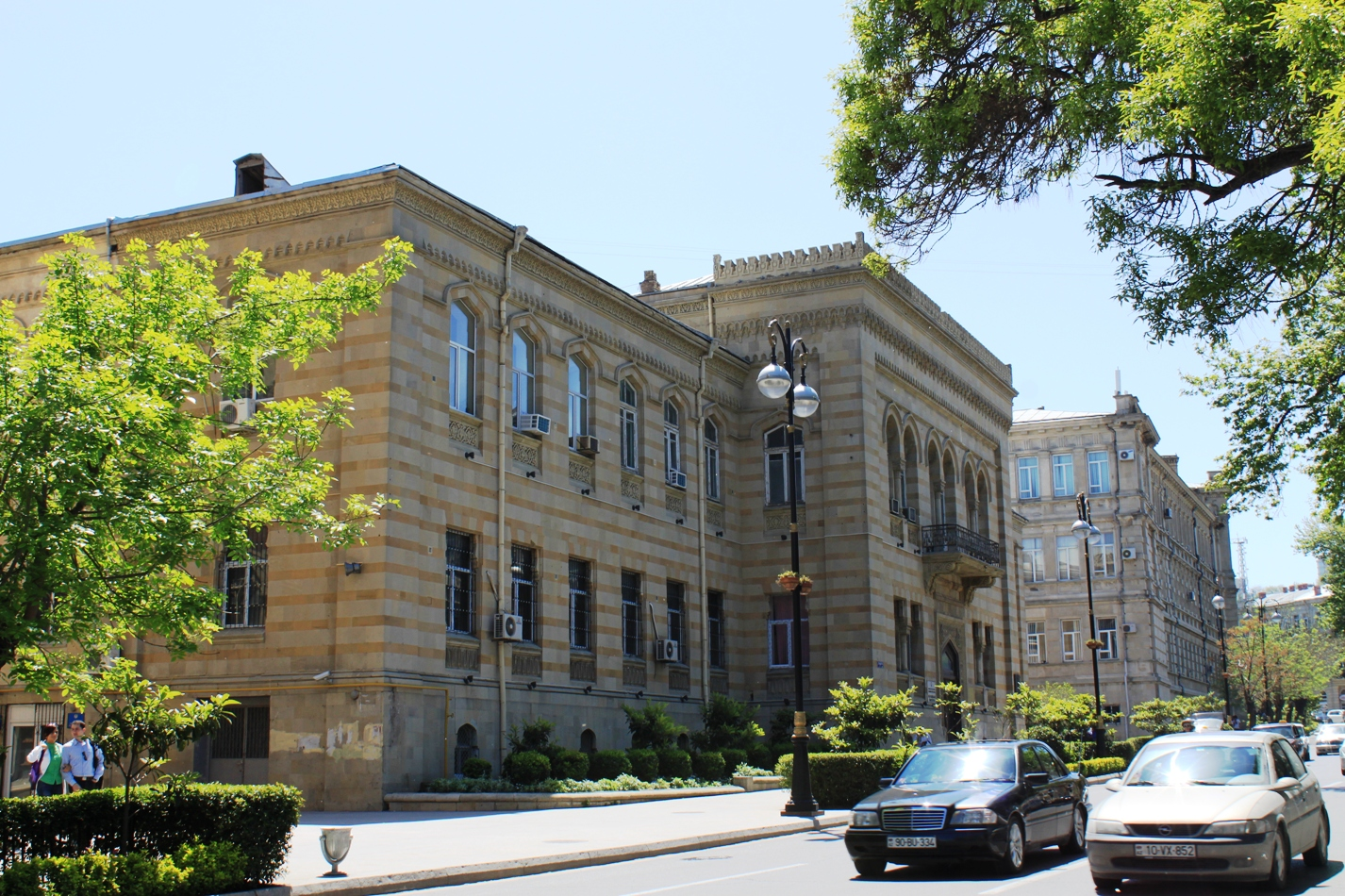
Gebäude des Instituts für Handschriften von Aserbaidschan, 2010

## Absolventen (Auswahl)
- Şəhrəbanu Şabanova
- Səkinə Axundzadə
- Məryəm Qembitskaya
- Nazlı Tahirova
- Liza Muxtarova
- Züleyxa Vəliyeva
- Səltənət Vəliyeva[9]

## Personal (Auswahl)
- Rəhilə Hacıbababəyova (1881–1954), Pädagogin
- Hənifə Məlikova
- Nazlı Nəzərbabayeva
- Məryəm Sulkeviç
- Adilə Şahtaxtinskaya (1894–1951), Gynäkologin
- Gülbahar Əhriyeva
- Məryəm Gembitskaya
- Şəfiqə Əfəndizadə (1883–1959),  Pädagogin, Schriftstellerin, Publizistin
- Mina Aslanova
- Gövhər Qazıyeva (1887–1960), Schauspielerin
- Nabat Nərimanova
- Şəhrəbanı Şabanova
- Səkinə Axundzadə

## Bilder

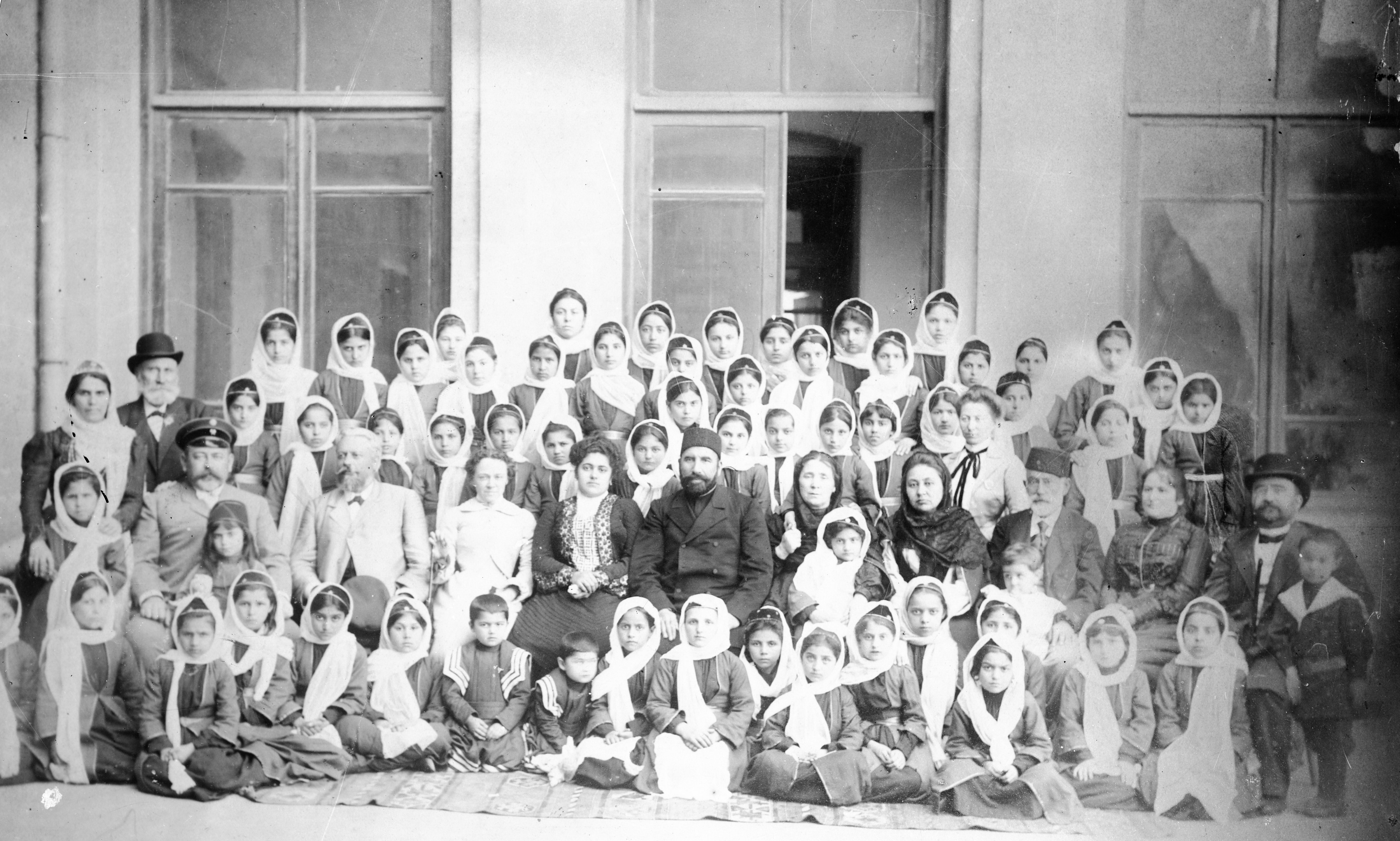
Hacı Zeynalabdin Tağıyev mit Schülerinnen
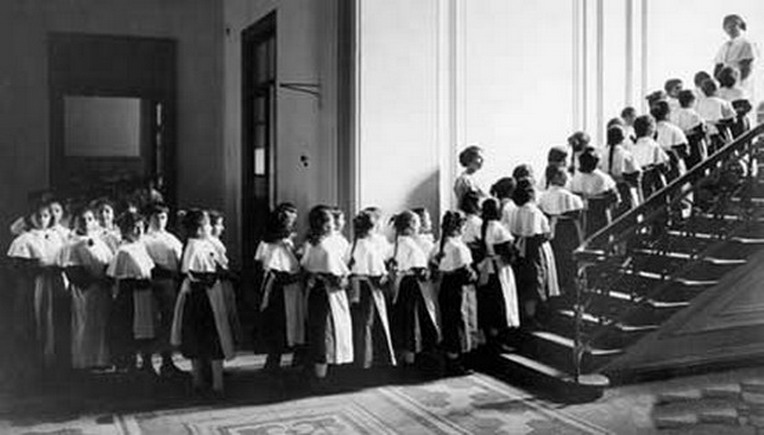
Schüler und Lehrkräfte
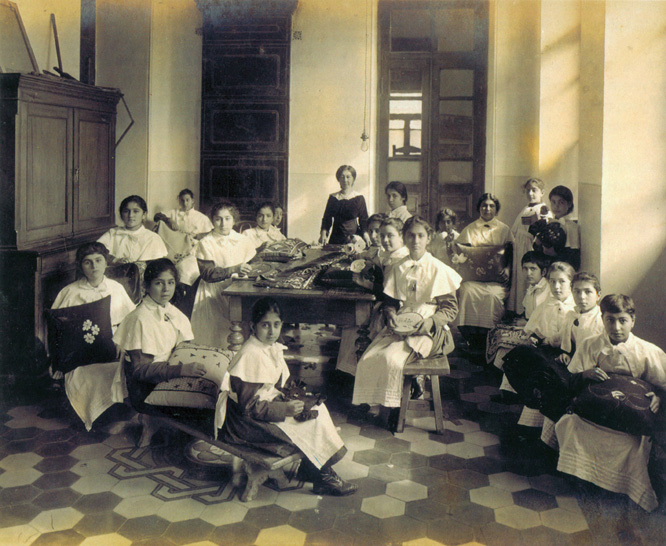
Stickerei-Unterricht
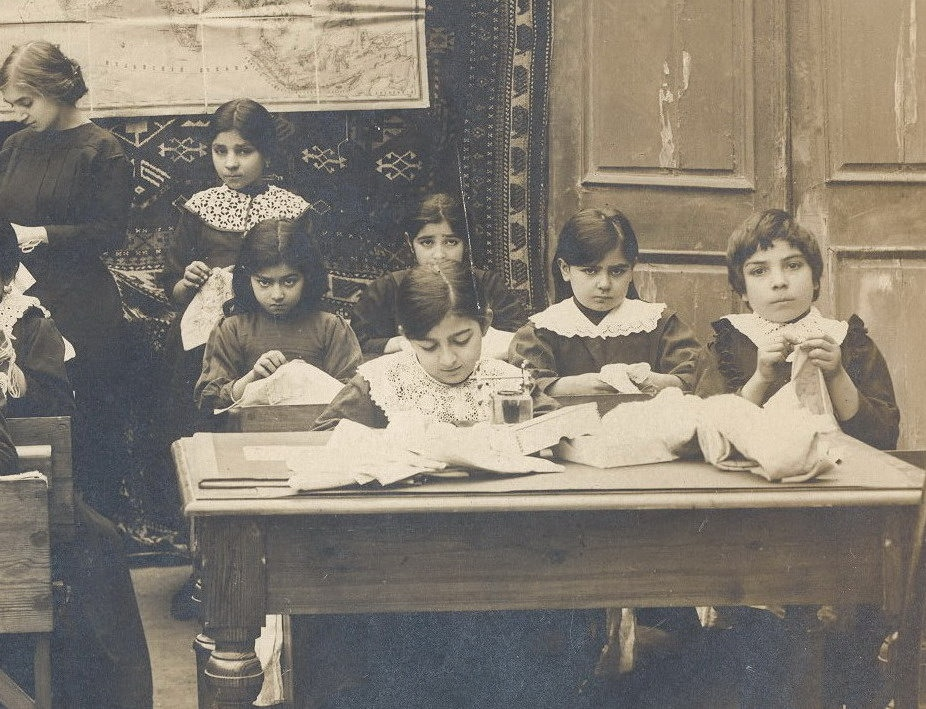
Stickerei-Unterricht
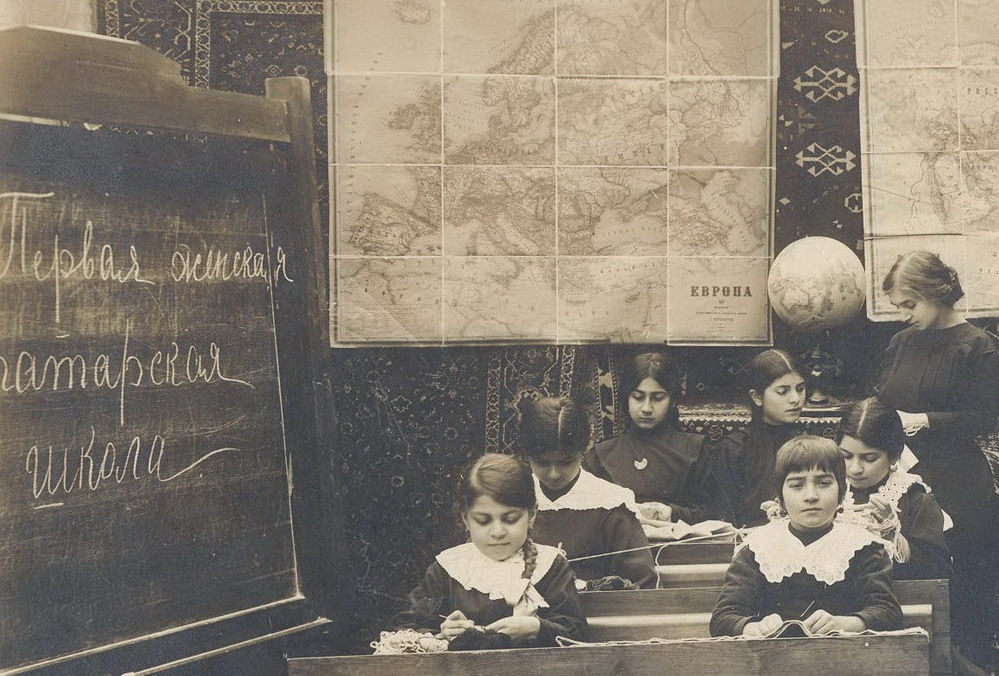
Schulkinder in der Schule
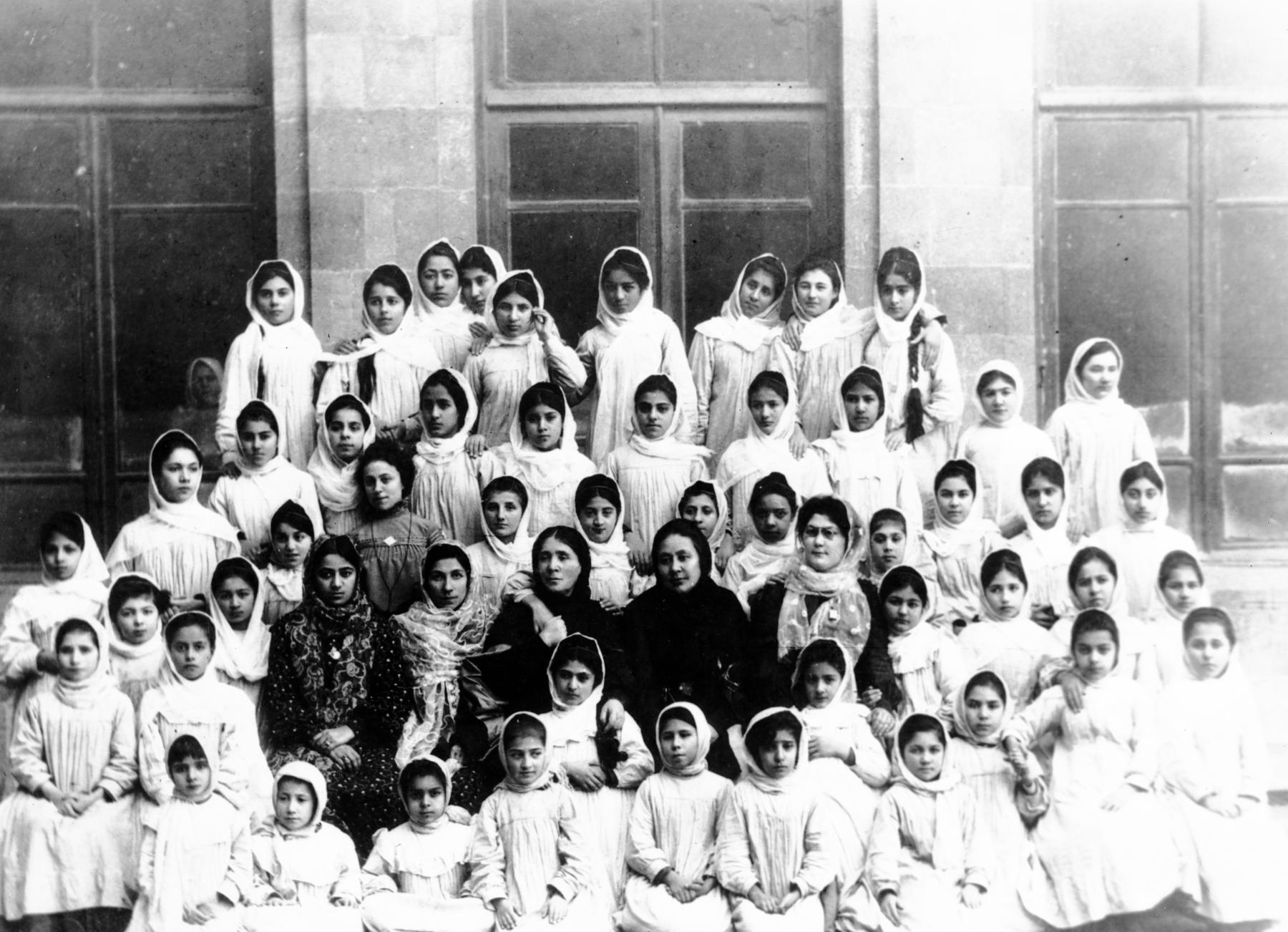
Direktorin der Schule Hənifə Məlikova mit Schülerinnen
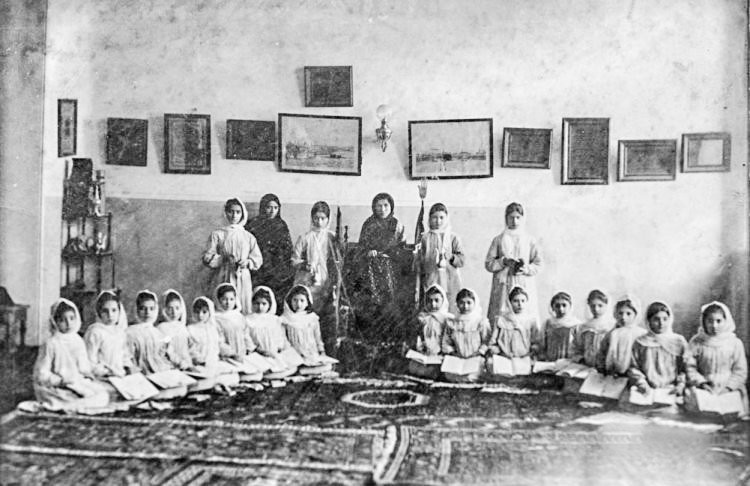
Lehrerin Səkinə Axundzadə mit Schülerinnen